# سیارک ۱۰۸۷
سیارک ۱۰۸۷ (به انگلیسی: 1087 Arabis، نامگذاری:1927RD) هزار و هشتاد و هفتمین سیارک کشف شده‌است که در ۲ سپتامبر ۱۹۲۷ و در هایدلبرگ کشف شد.
قدر مطلق سیارک برابر ۹٫۷۳ است.